# طاهر جوکار
طاهر جوکار سیاست‌مدار و مدیر ارشد اجرایی ایرانی بود، که در دوره بیست و چهارم مجلس شورای ملی بعنوان نماینده بهبهان از استان خوزستان در مجلس شورای ملی حضور داشت.